# 天耀 (選區)
天耀（英語：Tin Yiu，代號M19）是香港元朗區議會下轄的選區，1994年設立，2023年取消，末任區議員為獨立民主派人士何惠彬。

## 範圍
選區位於天水圍新市鎮南部，包括天耀（一）邨，與其接壤的選區包括屏山中、盛欣、天盛、耀祐以及慈祐，投票站設於天耀社區中心。

## 沿革
1993年時任港督彭定康推行政改方案改革區議會，取消所有委任議席及雙議席選區，全面實行單議席單票制，並改由選區分界及選舉事務委員會制定，區議會選區數目亦隨人口變動而大幅增加，基於天耀邨全面入伙，以天耀(一)邨（耀興樓除外）和天祐苑歸入耀祐選區，天耀(二)邨和耀興樓劃入天耀選區。
1994年區議會選舉，天耀選區由民建聯黃祥光對上港同盟許國華和自由黨陳仁生對壘，結果由黃祥光以六成六得票勝出。同時由於耀祐選區由未加入民建聯的鄉事派梁志祥勝出，建制派成功奪得天耀邨的兩個議席，1997年梁志祥加入民建聯。
1999年區議會選舉，梁志祥、黃祥光分別出選耀祐、天耀選區，由於未有其他候選人，二人自動當選。
2003年區議會選舉，由於八萬五建屋計劃的關係，大量公屋和居屋在天水圍落成，導致大量人口遷入因而要騰出選區以應付，原有耀祐、天耀選區由南北分界改為以天水圍官立中學東西分界，西面稱為天耀選區，東面則與天慈選區合併為慈祐選區代替第一代耀祐選區，天盛苑則劃出為天盛選區。黃祥光轉戰慈祐選區，而天耀選區由梁志祥參選，最終梁以2,350票多於1,479票的勝出獨立民主派的邵陽德連任。
2007年區議會選舉，尋求連任的民建聯梁志祥再度參選，對手是報稱社民連成員冼上智，最終梁志祥以2,600票多於冼上智的1,489票成功連任。
2011年香港區議會選舉，梁志祥再度參選，但由於未有其他候選人參選，梁志祥自動當選連任。其後2012年香港立法會選舉泛民主派於新界西配票失敗，建制派分票平均下，梁志祥以民建聯區內第三張名單取得新界西選區的最後一席，成功為建制派以較少得票得到五席多於泛民主派的四席。
2015年區議會選舉，選舉事務處因應元朗區人口增加而將其中一個新增選區設立為第二代耀祐選區，天耀選區調整後只包括整條天耀（一）邨。選前傳出外號「快必」的人民力量譚得志考慮參選阻止梁志祥自動當選，但最終快必於小西灣參選挑戰王國興，無黨派人士梁榮生以傘兵形式空降阻止梁志祥自動當選，梁榮生得到鄰近慈祐選區區議員陳美蓮支持，最終梁志祥以1,713票擊敗取得1,552票的梁榮生勝出，成功保住議席。
2019年區議會選舉，民建聯梁志祥不尋求連任，民建聯改派司徒駿軒參選。民主派方面，在區內服務一段時間的街工成員何惠彬和上屆曾經參選的梁榮生都打算角逐，於是在區內舉行初選，結果是何惠彬稍為領先，但投票人數不及門檻，初選無效。之後兩人一同參選，但梁此時退出天水連線，立場開始傾向中間，何惠彬則得到民主派區選聯盟認證支持，得票較多而為本區首位民主派議員。2020年6月，何惠彬因反對街工不承認非建制派初選安排而宣佈退出街工。2021年7月，因應政府計劃追討協助民主派初選區議員的酬金津貼傳聞所帶動的區議員辭職潮中，何氏宣佈辭任區議員。

## 歷屆議員
| 屆別                  | 議員   | 政治聯繫 | 政治聯繫           |
| --------------------- | ------ | -------- | ------------------ |
| 1994年－1999年        | 黃祥光 |          | 民建聯 · 新 新社聯 |
| 2000年－2003年        | 黃祥光 |          | 民建聯 · 新 新社聯 |
| 2004年－2007年        | 梁志祥 |          | 民建聯 · 新 新社聯 |
| 2008年－2011年        | 梁志祥 |          | 民建聯 · 新 新社聯 |
| 2012年－2015年        | 梁志祥 |          | 民建聯 · 新 新社聯 |
| 2016年－2019年        | 梁志祥 |          | 民建聯 · 新 新社聯 |
| 2020年－2021年7月13日 | 何惠彬 |          | 街工 → 無黨籍      |
| 2021年7月14日－2023年 | 懸空   | 懸空     | 懸空               |

## 歷屆選舉結果
| 政党   | 政党             | 候选人      | 票数  | %     | ±      |
| ------ | ---------------- | ----------- | ----- | ----- | ------ |
|        | 無黨派           | ①. 梁榮生   | 372   | 5.86  | ▼41.67 |
|        | 街坊工友服務處   | ②. 何惠彬   | 3,513 | 55.34 | 不適用 |
|        | 民建聯/新 新社聯 | ③. 司徒駿軒 | 2,408 | 37.93 | 不適用 |
|        | 無黨派           | ④. 陳科伊   | 55    | 0.87  | 不適用 |
| 多数票 | 多数票           | 多数票      | 1,105 | 17.41 | 不適用 |

| 政党   | 政党             | 候选人    | 票数  | %     | ±      |
| ------ | ---------------- | --------- | ----- | ----- | ------ |
|        | 民建聯/新 新社聯 | ①. 梁志祥 | 1,713 | 52.47 | ▼15.59 |
|        | 無黨派           | ②. 梁榮生 | 1,552 | 47.53 | 不適用 |
| 多数票 | 多数票           | 多数票    | 161   | 4.94  | 不適用 |

| 政党   | 政党             | 候选人 | 票数     | %      | ±      |
| ------ | ---------------- | ------ | -------- | ------ | ------ |
|        | 民建聯/新 新社聯 | 梁志祥 | 自動當選 | 不適用 | 不適用 |
| 多数票 | 多数票           | 多数票 | 不適用   | 不適用 | 不適用 |

| 政党   | 政党             | 候选人    | 票数  | %     | ±      |
| ------ | ---------------- | --------- | ----- | ----- | ------ |
|        | 社民連           | ①. 冼上智 | 1,220 | 31.94 | 不適用 |
|        | 民建聯/新 新社聯 | ②. 梁志祥 | 2,600 | 68.06 | 不適用 |
| 多数票 | 多数票           | 多数票    | 1,380 | 36.13 | 不適用 |

| 政党   | 政党             | 候选人    | 票数  | %     | ±      |
| ------ | ---------------- | --------- | ----- | ----- | ------ |
|        | 獨立             | ①. 邵陽德 | 1,479 | 38.63 | 不適用 |
|        | 民建聯/新 新社聯 | ②. 梁志祥 | 2,350 | 61.37 | 不適用 |
| 多数票 | 多数票           | 多数票    | 871   | 22.75 | 不適用 |

| 政党   | 政党             | 候选人 | 票数     | %      | ±      |
| ------ | ---------------- | ------ | -------- | ------ | ------ |
|        | 民建聯/新 新社聯 | 黃祥光 | 自動當選 | 不適用 | 不適用 |
| 多数票 | 多数票           | 多数票 | 不適用   | 不適用 | 不適用 |

| 政党   | 政党         | 候选人 | 票数  | %     | ±      |
| ------ | ------------ | ------ | ----- | ----- | ------ |
|        | 新界社團聯會 | 黃祥光 | 1,495 | 66.15 | 新選區 |
|        | 港同盟/匯點  | 許國華 | 669   | 29.60 | 新選區 |
|        | 自由黨       | 陳仁生 | 96    | 4.25  | 新選區 |
| 多数票 | 多数票       | 多数票 | 826   | 36.55 | 新選區 |